# Saturday the 14th
Pour plus de détails, voir Fiche technique et Distribution.
Saturday the 14th est un film américain réalisé par Howard R. Cohen, sorti en 1981.
Le film connu une suite : Saturday the 14th Strikes Back.

## Synopsis
la famille s'installe dans le manoir et libère accidentellement les monstres du livre.

## Fiche technique
- Titre français : Saturday the 14th
- Réalisation : Howard R. Cohen
- Scénario : Howard R. Cohen et Jeff Begun
- Photographie : Daniel Lacambre
- Musique : Parmer Fuller
- Pays d'origine : États-Unis
- Genre : horreur
- Date de sortie : 1981
- Interdit aux moins de 12 ans

## Distribution
- Richard Benjamin : John
- Paula Prentiss : Mary
- Jeffrey Tambor : Waldemar
- Severn Darden : Van Helsing
- Kari Michaelsen : Debbie
- Rosemary DeCamp : Tante Lucille